# Alexis Venegas
Alexis Venegas (Arica, 2 de agosto de 1972) es un músico, compositor y cantante chileno de géneros como: Trova, Balada y Fusión latinoamericana. Ha compartido escenario con artistas como Víctor Heredia, Ismael Serrano, Inti Illimani, Pablo Herrera, Alberto Plaza, entre otros. Ganó el XLV Festival Internacional de la Canción de Viña del Mar el año 2004 con la canción Tus ojos.

## Estudios
Cursó sus estudios secundarios en el Liceo Industrial de Electrotecnia Ramón Barr de La Cisterna y posteriormente en la Universidad Metropolitana de Ciencias de la Educación en los años de la dictadura. Cursó la carrera de Pedagogía en Música, donde conoció y compartió salas de clases junto a otros trovadores destacados como Tata Barahona, Manuel Huerta y Francisco Villa Castro.

## Premios
- Ganador del Festival Víctor Jara - 1988
- Ganador del Festival Violeta Parra - 1989
- Ganador del Festival de Viña del Mar - 2004

## Discografía
- Deja el miedo y ven a volar - 1999
- Cierto día… cierta noche - 2003
- Tus ojos - 2004
- Qué boca tan dulce - 2006
- Canto por ti - 2008
- Nuevas alas - 2013
- Invicto - 2017